# Килиас, Дорис
Дорис Килиас (нем. Doris Kilias, 22 июля 1942, Рын, Гижицкий повет — 1 июня 2008, Берлин) — немецкий арабист и литературный переводчик, наиболее известна как переводчица на немецкий язык лауреата Нобелевской премии Нагиба Махфуза.

## Биография
Килиас выросла в послевоенном Бернау недалеко от Берлина в Восточной Германии и училась в Берлинском университете имени Гумбольдта, где изучала арабские и романские языки под руководством Риты Шобер. После многих лет обучения в Египте она получила докторскую степень в Университете Карла Маркса (ныне Лейпцигский университет) в 1974 году и хабилитацию в Университете Гумбольдта в 1984 году.
Помимо многочисленных романов Нагиба Махфуза, она также переводила произведения Гамаля аль-Гитани, Абдельхамида Бенхедуги, Юсуфа аль-Куайида, Мирала аль-Тахави, Эмили Насраллы, Мухаммада Шукри, Сальвы аль-Нейми, Раджи аль-Санеа и других. В 1999 году она получила премию Джейн Скэтчерд за «точные переводы, дающие представление о другой культуре». Всякий раз, когда в рецензиях подчёркивался язык её переводов арабских авторов без упоминания их имён, она реагировала с непониманием: «Они, наверное, думают, что он пишет по-немецки!»
Килиас была матерью немецкой писательницы Дженни Эрпенбек.